# Votação eletrônica na Estônia
A idéia de se ter votação eletrônica na Estônia ganhou popularidade em 2001 com o governo de coalizão "e-minded". A Estônia tornou-se o primeiro país a realizar eleições gerais juridicamente vinculativas através da Internet, com seu projeto piloto para as eleições municipais em 2005. O sistema de votação eletrônica resistiu ao teste de realidade e foi declarado um sucesso pelos funcionários eleitorais da Estônia. A eleição legislativa estoniana de 2007 também usou votação via Internet, outra novidade mundial.
Apesar dos elogios dos funcionários eleitorais da Estônia, especialistas em segurança de computador que revisaram o sistema fizeram fortes críticas, advertindo que qualquer sistema de votação que transmita cédulas pelo meio eletrônico não pode estar seguro. Esta crítica foi enfatizada em maio de 2014, quando uma equipe internacional de especialistas divulgou os resultados de suas análises do sistema e descobriram que podiam violá-lo, modificar votos e os votos totais, e apagar qualquer evidência de suas ações, caso  pudessem instalar um malware nos servidores da eleição. Os especialistas em segurança independentes pediram ao governo estoniano para cancelar toda a votação online, mas as suas preocupações não foram aceitas pelo Comitê de Votação pela Internet da Estônia.

## Votação via Internet
Embora na Estônia o termo votação eletrônica (ou em inglês:  e-voting) possa se referir às votações eletrônicas em locais fixos de votação (como em cabines de votação) e às remotas (através da Internet), o termo é usado exclusivamente para a votação remota via Internet.

## Panorama da votação online na Estônia
O sistema de votação via Internet estoniana baseia-se na carteira de identidade da Estônia. Esta carteira é um documento de identidade nacional regular e obrigatório, bem como um cartão inteligente que permite a autenticação remota segura e assinaturas digitais legalmente vinculativas, utilizando a infraestrutura de chaves públicas do estado estoniano. A partir de março de 2007, mais de 1.08 milhão de cartões foram emitidos (de uma população de cerca de 1.320 milhão).
A votação pela Internet está disponível durante um período de votação antecipada (do sexto até o quarto dia antes do dia da eleição). Os eleitores podem mudar seus votos eletrônicos quantas vezes quiserem, com a votação final sendo tabulada. Também é possível para qualquer um que vote pela Internet votar em uma secção eleitoral durante o período anterior à votação, invalidando o seu voto pela Internet. Não é possível alterar ou anular o voto eletrônico no dia da eleição.
O princípio "uma pessoa, um voto" é sustentado, já que o eleitor pode potencialmente enviar mais do que uma cédula, mas ainda assim apenas um único voto. Isso foi contestado em agosto de 2005 por Arnold Rüütel, o Presidente da Estônia, que viu as novas disposições do e-voting no Ato de Eleição do Conselho de Governo Local como uma violação do princípio da igualdade de votação. O Presidente enviou uma petição contra as disposições do e-voting para a Suprema Corte da Estônia, mas perdeu.

## Eleições 2015
Nas eleições parlamentares de 2015, 176.491 pessoas, 30.5% de todos os participantes, votaram pela Internet.

## Eleições 2014
Nas eleições para o Parlamento Europeu, 103.151 pessoas votaram pela Internet. Isso significa que cerca de 31.3% dos eleitores participantes deram o seu voto através da Internet.

## Eleições 2013
Nas eleições locais municipais de 2013, 133.808 pessoas votaram pela Internet. Significa que cerca de 21.2% dos eleitores participantes deram o seu voto através da Internet. Foi também a primeira eleição em que implementou-se a verificação voto com o dispositivo móvel.

## Eleições 2011
Nas eleições parlamentares de 2011, 140.846 pessoas votaram pela Internet. Ou seja, cerca de 15.4% das pessoas com direito a voto e 24.3% dos eleitores participantes deram o seu voto através da Internet. Foi também a primeira eleição a permitir votação por meio de telefones móveis com chip seguro, atendendo a uma lei aprovada pelo Parlamento em 2008.

## Eleições 2009
Nas eleições locais municipais de 2009, 104.415 pessoas votaram pela Internet. Isso que dizer que cerca de 9.5% das pessoas com direito a voto deram o seu voto via Internet.
Nas eleições para o Parlamento Europeu, 58.669 pessoas votaram pela Internet. Isso significa que cerca de 14.7% dos eleitores participantes deram o seu voto através da Internet.

## Eleições 2007
Em 2007, a Estônia realizou a sua e as primeiras eleições gerais do mundo com votação através da Internet, disponível de 26 a 28 de fevereiro. Um total de 30.275 cidadãos votaram via Internet (3.4%), o que significa que para cada 30 eleitores um deles votou online.

## Eleições 2005
Em 2005, a Estônia tornou-se o primeiro país a oferecer o voto pela Internet a nível nacional em eleições locais. Votaram online 9317 pessoas (1.9%).

### Efeitos e resultados
Ver o material na homepage do Comitê Nacional Eleitoral da Estônia: http://www.vvk.ee/index.php?id=11509
Principais estatísticas (fonte: "Internet Voting at the Elections of Local Government Councils on October 2005. Report."   Tabela 11, p 27)
```
Número de pessoas com direito ao voto: 1,059,292
Votos: 502,504
- válidos (com e-votos) 496,336
- inválidos 6,168
Eleitores que compareceram às urnas: 47%
Número de e-votos: 9,681
- e-votos repetidos: 364
Número de eleitores que votaram online: 9,317
E-votos contabilizados: 9,287
E-votos cancelados: 30
Percentagem de e-votos entre todos os votos: 1.85%
Percentagem de e-votes entre os votos da votação antecipada: 8%
Número de eleitores online que usaram carteira de identidade eletronicamente pela primeira vez: 5,774
Percentagem de eleitores online que usaram carteira de identidade eletronicamente pela primeira vez: 61%

```

## Referência
1. ↑  Reports and Statistics about Internet Voting in Estonia
2. ↑  Estonia to hold first national Internet election, News.com, February 21, 2007
3. ↑  «Estonia first nation to hold national online elections». CTV News. Estônia. Associated Press. 9 de novembro de 2012. Consultado em 20 de março de 2015. Cópia arquivada em 10 de novembro de 2012
4. ↑  "Report on the Estonian Internet voting system," Sept. 3, 2011. https://www.verifiedvoting.org/report-on-the-estonian-internet-voting-system-2/
5. ↑  "Independent Report on E-voting in Estonia," https://estoniaevoting.org/
6. ↑  https://www.riigiteataja.ee/ert/act.jsp?id=1042877
7. ↑  What is the ID card?
8. ↑  ID Card Issuing Statistics info-box at the top of the page
9. ↑  «Elections and E-Voting». Consultado em 21 de março de 2015. Arquivado do original em 7 de abril de 2015
10. ↑  Judgment of the Constitutional Review Chamber of the Supreme Court, Case No. 3-4-1-13-05
11. 1 2 3 4  «Statistics about Internet Voting in Estonia»
12. ↑  «Statistics about Internet Voting in Estonia»
13. ↑  "Verifiable Internet Voting in Estonia" http://research.cyber.ee/~jan/publ/mobileverification-ieee.pdf
14. ↑  Jari Tanner, Associated Press (12 de dezembro de 2008). «Estonia to vote by mobile phone in 2011». USA Today
15. ↑  «E-hääletanute arv tõusis üle 100 000»
16. ↑  «Internet Voting in Estonia»
17. ↑  Estonia claims new e-voting first, BBC March 1, 2007
18. ↑  Estonia pulls off nationwide Net voting, News.com, October 17, 2005